# TSV Burladingen
Der TSV Burladingen ist ein Sportverein aus dem baden-württembergischen Burladingen im Zollernalbkreis in Deutschland.
Der Verein wurde 1863 gegründet und bietet neben Handball auch Volleyball, Schwimmsport, Tischtennis, Nordic Walking, Leichtathletik, Behindertensport, Kinderturnen, Volksmarsch, Frauengymnastik und Jedermannturnen an.

## Geschichte
Die ehemalige Fußballabteilung des Vereins spielte in den Spielzeiten 1960/61 und 1961/62 in der 1. Amateurliga Schwarzwald-Bodensee. Am 30. Juli 1965 wurde die Abspaltung der Fußballabteilung und damit die Gründung des 1. FC Burladingen beschlossen.